# Diecéze Perrhe
Diecéze Perrhe je titulární diecéze římskokatolické církve.

## Historie
Perrhe, identifikovatelné s Pirun poblíž Adıyaman v dnešním Turecku, bylo starobylé biskupské sídlo nacházející se v římské provincii Syria Euphratensis . Byla sufragánnou arcidiecéze Hierapolis v Sýrii. 
Sídlo je zmíněno v Notitiae Episcopatuum z 10. století.
Dnes je využívána jako titulární biskupské sídlo; dnes nemá svého titulárního biskupa.

## Seznam biskupů
- Gobinus (asi 370/379 – po roce 381)
- Athanasius (před rokem 445 – po roce 451)
- Sabinianus (zmíněn roku 451)
- Gamalinus (zmíněn roku 512)
- Eustachius (zmíněn roku 518)

## Seznam titulárních biskupů
- Joseph-Jean-Baptiste Hallé (1920–1938)
- Henri Joseph Marie Belleau, O.M.I. (1939–1976)